# Antonio De Gennaro (duca)
Antonio De Gennaro, duca di Belforte, (Napoli, 27 settembre 1717 – 21 gennaio 1791) è stato un nobile e letterato italiano.
Ebbe numerosi impegni civili e di società a Napoli e fu il fratello dell'economista Domenico De Gennaro.